# Okręgowa Delegatura Rządu Śląsk
Okręgowa Delegatura Rządu Śląsk (kryptonimy „Prąd”, „Szyb”, „Węgle”) – okręgowe (wojewódzkie) przedstawicielstwo Delegatury Rządu na Kraj z siedzibą w Katowicach, utworzone w 1941.

## Władze
Delegatem okręgowym był Ignacy Sikora, „Gliwicki”, „Teodor”. Od 1942 przebywał w Warszawie i tam w 1944 zorganizowano biuro delegata. Po rezygnacji Sikory w 1944 przejściowo mianowany został Wincenty Spaltenstein, a potem Jerzy Lewandowicz, który po powstaniu warszawskim przebywał w Częstochowie.